# Serracapriola
Serracapriola (Særræchæprióle o Særre nel dialetto locale) è un comune italiano di 3 559 abitanti della provincia di Foggia in Puglia. Fa parte del parco nazionale del Gargano ed è situato al confine tra Puglia e Molise su una collina di 270 metri di altitudine.
Posta a pochi chilometri dal mare, il clima è di tipo mediterraneo. Si trova a Serracapriola il convento dei padri cappuccini, uno fra i più antichi della Puglia, dove nel 1905 iniziò gli studi teologici san Pio da Pietrelcina: è possibile visitare il suo alloggio situato all'interno del convento; altro elemento importante è il quadro della Madonna delle Grazie.

## Storia
(Padre Arcangelo da Montesarchio, Cronistoria della Provincia riformata di Sant'Angelo)

### Dalle origini al Medioevo

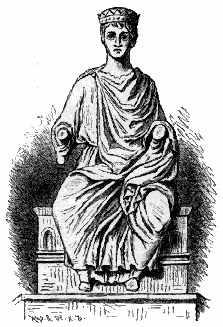
Fu Federico II di Svevia a dare inizio all'ampliamento delle fortificazioni del borgo di Serracapriola

Il territorio prossimo all'attuale area urbana presenta una frequentazione umana fin dal periodo neolitico con numerosi villaggi fortificati che sorgevano sullo spartiacque collinare fra le vallate del tratto terminale del fiume Fortore e del torrente Saccione. La frequentazione umana continuò per tutta l'età del bronzo, fino all'avvento delle popolazioni italiche sul territorio che la tradizione assegna alle tribù frentane e avevano come centro principale Larino. Come dimostrano i numerosi ritrovamenti di materiale ceramico massimamente nelle contrade di Chiantinelle, Piano Anna Ucci/Belvedere dei Preti fino Colle Arsano, vi si sono tuttavia rinvenute testimonianze tipiche della cultura dàuna, segno della vocazione di terra di cerniera di questo comprensorio. In epoca romana con lo sviluppo delle città di Teanum Apulum e Larino sorgono in questo territorio numerose fattorie assegnate alle varie gentes: la designazione della cittadina come Capriola, prende spunto quasi sicuramente dall'esistenza del cognomen Capreolus, attestato a livello epigrafico, assieme al toponimo Serra usato per indicare un sistema collinare che si erge dalla piana in misura continua, nel caso specifico, degradante verso il mare. Tutto questo articolato tessuto insediativo andrà incontro a una completa destrutturazione nel passaggio dall'Evo Antico al Medioevo, con fattorie abbandonate ad un degrado totale che travolgerà la stessa Teano Appulo e in misura contenuta Larino. L'odierno abitato di Serracapriola (Serra Capreola nei codici antichi) trae le proprie origini come parte di un articolato sistema difensivo di osservazione e allarme avanzato, creato dagli ultimi conti longobardi di Larino per contrastare l'espansione dalla Puglia dei Catapani bizantini fra cui Basilio Boioannes all'inizio dell'XI secolo. Una donazione del conte Tesselgardo di quel periodo, descrive parti costiere alla foce del Fortore elargite alla badia di Tremiti e ne fissa la stipula intus castello de Serra attestando nel 1045 la prima citazione del luogo.
La sua vocazione militare e di cerniera fra Molise — cui Serracapriola fu legata per secoli attraverso la curia episcopale larinate da cui fu separata solo nel 1972 — e la Puglia, si rafforza in epoca normanna con tutta l'area sottoposta alla sovranità degli Altavilla dopo che, con la battaglia nei pressi della vicina Teanum Apulum Civitate, essi sancirono la loro supremazia sul Mezzogiorno. Un'interessante e rapida descrizione della vita del borgo è possibile trovarla nello "Scadenziere di Capitanata" di epoca sveva redatto nei primi decenni del XIII secolo e pubblicato dal cenobio cassinese nel 1905.
Col processo di incastellamento con Federico II di Svevia, Serracapriola vide potenziare il primitivo torrione che si trovò inserito come maglia nel sistema difensivo Termoli/Lucera del Regno, e accrebbe economicamente il borgo come centro di rilievo sul territorio circostante, soprattutto nel corso della crisi politico-economica del XIV secolo che determinò l'abbandono di molti insediamenti vicini (San Leucio, Venacquosa, Vena Maggiore, Gaudia, Pleuti e per certi versi della stessa Civitate).

### Dall'epoca moderna alla fine del XVIII secolo
Nel 1444 fu concessa in feudo ad Antonio di Ventimiglia (c. 1405 - 1480) da parte di Alfonso il Magnanimo. Il borgo venne attaccato dai Turchi nel 1566 difendendosi strenuamente, in una delle tante scorribande che infestavano la Puglia e che culminanti con le stragi di Vieste e Otranto proseguirono sino alla Battaglia di Lepanto con cui nel 1571 si spezzò per sempre la loro avanzata verso l'Italia.
Nel frattempo, riattivato a cura della monarchia aragonese l'imponente flusso della transumanza sul regio tratturo L'Aquila-Foggia, le cui rimesse rappresentarono la principale fonte di introito per le casse erariali del regno di Napoli, Serracapriola si trovò pienamente interessata alla regolamentazione delle locazioni armentizie, divenendo per la sua strategica posizione a cavaliere del Tratturo stesso, punto nevralgico essenziale, traendone beneficio e impulso potente per il suo sviluppo urbano, economico e demografico.
Nel 1627 la cittadina venne colpita dal devastante terremoto della Capitanata che provocò anche un maremoto lungo il litorale medio Adriatico; Serracapriola fu quasi rasa al suolo, buona parte degli edifici (in particolare religiosi) andarono diroccati, centinaia le vittime, proprio mentre essa stava uscendo dal proprio perimetro medioevale. Ne seguirà successivamente una florida e rapida campagna di ricostruzione; l'espansione è tuttora visibile nella planimetria urbana e interessò un'ampia zona verso est per congiungere l'incasato al quattrocentesco palazzo estivo dei monaci Lateranensi (attuale via Cairoli). Seguendo le vicissitudini del territorio, Serracapriola nel XVIII secolo fu attraversata senza colpo ferire dalle armate napoleoniche che avevano invece saccheggiato San Severo e decenni dopo sul suo territorio imperversarono bande di insorti durante il periodo del brigantaggio, le più note quelle del sanpaolese Pennacchia alias Cicognitto con l'altra del Campanozzi.

### Età contemporanea
Serracapriola si mantenne comunque fino a fine '800 economicamente florida e punto attrattore per tutto l'Alto Tavoliere e il Basso Molise; tuttavia con l'attivazione del fenomeno migratorio prima verso le Americhe e successivamente verso il triangolo industriale, dagli anni '50 del Novecento iniziò e crebbe un lento declino demografico ed economico, acuito dallo spostamento verso l'area litoranea di tutte le principali arterie di comunicazione: stradali, autostradali, ferroviarie. In tal modo la cittadina in circa 50 anni di fatto dimezzò la sua popolazione, entrando in una stagnazione economica comune a gran parte delle comunità dell'interno, senza che le classi politiche locali succedutesi nei decenni siano state capaci di avviare positive iniziative infrastrutturali ed economiche capaci non solo di attirare investitori, ma neppure di valorizzare turisticamente e promuovere un territorio marittimo e collinare altamente ricco di potenzialità.
Il 1º ottobre 1943, poiché i nazisti in ritirata minarono le strade di Serracapriola, la popolazione insorse, riuscendo a cacciare i tedeschi al prezzo di 11 morti. Radio Londra parlò di "eroica cittadina della Capitanata".

### Simboli
Il gonfalone municipale è un drappo di azzurro, con scudo sagomato sormontato da corona. All'interno: capriolo fuggente, fra due alberi e fronde, sormonta il tutto una torre cilindrica con scarpa e doppia merlatura che si erge su un colle. L'intera simbologia è, pertanto, tutto un richiamo al mito di fondazione di cui alla riportata leggenda aurea.

## Monumenti e luoghi d'interesse

### Architetture militari

#### Il castello
La costruzione più antica del paese di Serracapriola è costituita dal mastio del castello, poi oggetto di aggregazioni di strutture succedutesi nel tempo almeno fino al XVI secolo, fino a costituire l'attuale organizzazione quadrangolare con torri difensive ai vertici.
Le prime notizie del castello di Serracapriola si hanno in un documento del 1045, quando il longobardo Tesselgardo, conte di Larino, donava al monastero di Tremiti la città di Gaudia o Civita a Mare; tale donazione fu fatta appunto "intus Castello de Serra".
Originariamente del castello esisteva solo una torre, parte delle fortificazioni sul Fortore, confine tra i Longobardi e i Bizantini prima della definitiva conquista normanna dell'Italia meridionale. Di tale torre a pianta stellare a 8 cuspidi si ignora l'origine precisa, ma nella sua fase costruttiva finale si può notare la particolare tecnica costruttiva, ovvero file di mattoni disposte a spina di pesce intervallate da altre dove sono posati regolarmente. Intorno al mastio è stato poi edificato nella prima metà del XV secolo il resto del castello, a pianta rettangolare con quattro torri circolari negli angoli. Delle quattro quella di sud-ovest è meno visibile essendo stata inglobata nell'ampliamento dell'ala sud. Il fossato è in parte ancora visibile con uno dei due ponti di accesso.
Il castello di Serracapriola nel 1453 fu dato al Gran Siniscalco Innico de Guevara. Il maniero fu anche la prima sede della Dogana delle pecore, spostata prima a Lucera e poi a Foggia.
Il feudo passò poi alla famiglia Di Capua, ai Gonzaga, ai D'Avalos e infine ai Maresca che acquistarono il feudo di Chieuti e Serracapriola nel 1742.
Nel corso dei secoli sono state apportate modifiche alla struttura originaria, sia in funzione della sua utilizzazione sia nelle riparazioni effettuate a seguito del terremoto del 1627 che interessò tutto il settore nord della Capitanata.
Da struttura fortificata militare, modificata nel tempo anche per mutate esigenze difensive, il castello fu successivamente utilizzato come ‘corte domestica’. L'accesso al piano nobile fu fatto mediante uno scalone ricavato nella torre ottagonale. Tra i numerosi ambienti, quello più rappresentativo è la così detta “sala del trono”.
Si tramanda che san Luigi Gonzaga, ospite dei suoi parenti, dormì una notte nel castello.
Nei locali sotterranei vi sono vari cunicoli tra cui l'accesso ad un'ampia voragine, ancora oggi inesplorata, denominata “trabocchetto”, in cui secondo la leggenda venivano eseguite le esecuzioni capitali.
Il castello è tuttora di proprietà della famiglia Maresca di Serracapriola che dal 2011 ha intrapreso grandi lavori di restauro.

### Architetture civili

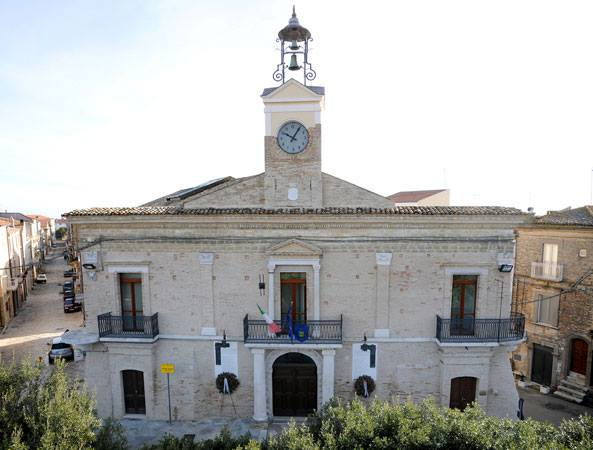
Palazzo Arranga

#### Palazzo Arranga
Eretto a partire dal XVIII secolo dalla potente famiglia locale degli Arranga, esponenti di una aristocrazia terriera ed armentizia, il palazzo si configura come un tipico palazzo italiano a corte chiusa. Originariamente sorto in posizione decentrata rispetto al nucleo urbano dell'epoca, conserva sulla facciata i resti di due torrette difensive verso potenziali assalti. Verso la fine dell'Ottocento col tracollo degli originari proprietari il palazzo venne venduto all'amministrazione comunale che vi instaurò il municipio, modificando il portale con una trabeazione tipo dorica, ingentilito dalla aggiunta di un timpano con colonnine corinzie sul balcone centrale. Nel 1905 abbattuta la porzione di mura medievali di cinta a lato del castello con relativa torre orologio nota come Portella, su palazzo Arranga verrà costruita una torretta campanaria al cui interno ospita il meccanismo di un orologio che batte le ore e i quarti. Il palazzo è stato gravemente danneggiato dal terremoto del Molise del 2002; un significativo lavoro di recupero e restauro ne ha consentito il recupero alla collettività e all'uso civico.

#### Palazzo Pilolli

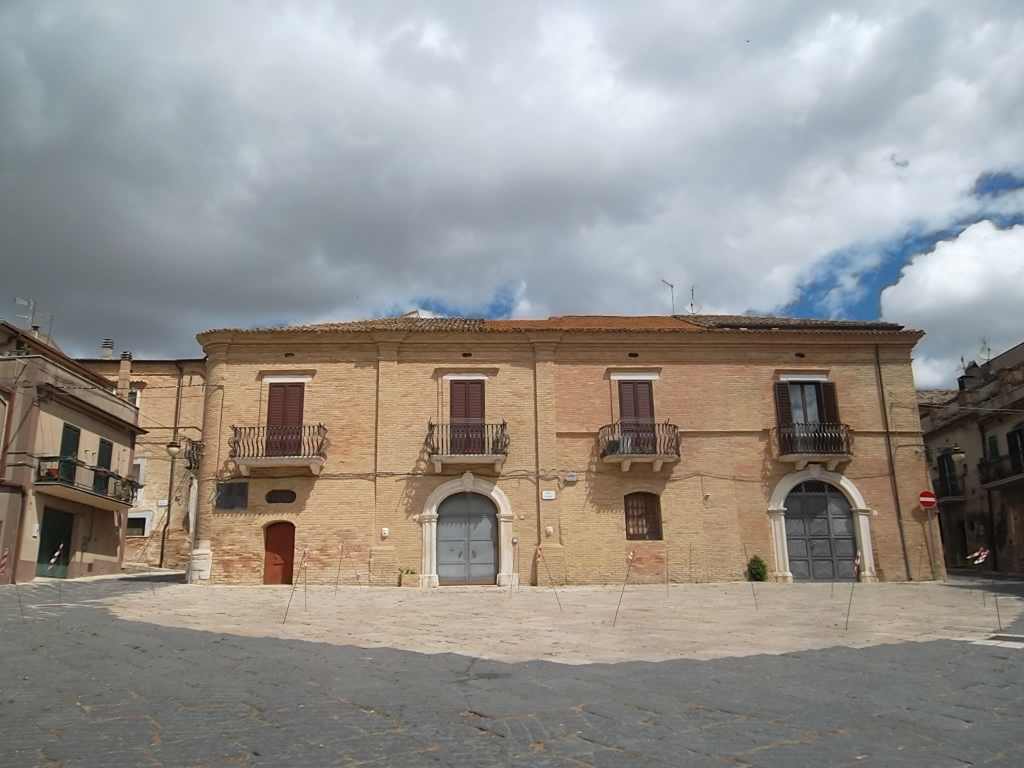
Palazzo Pilolli

In piazza Porta Bianchini si trova il palazzo Pilolli, di proprietà’ di un'importante famiglia di giuristi e magistrati con radici a Bari, Trani e Modugno; 
il palazzo presenta leggiadra facciata, i balconi con ringhiere in ferro battuto, l'antico e severo portone ad arco, dal quale si accede al piano terra e al piano nobile del monumentale edificio. La facciata era costituita da un unico portone di accesso poi duplicato nel corso del '900. Alla sua destra e alla sua sinistra fanno coro i quasi coevi: palazzo Castelnuovo e palazzo Castriota Scanderbeg .

### Architetture religiose

#### Chiesa di Santa Maria in Silvis

Santa Maria in Silvis

La costruzione religiosa più antica di Serracapriola è la chiesa di Santa Maria in Silvis, edificata a breve distanza temporale dall'erezione del castello. Testimonianze storiche locali indicano l'esistenza al suo interno di un distico leonino tramandato dal canonico Ottaviano Gabriellis che faceva risalire al 1019 la fondazione della rocca e dell'abitato (Mille anni Domini ter tres bis quinque fuerunt / cum patres nostres hoc oppidum condiderunt). L'originale struttura, distrutta da un terremoto nel luglio 1627 venne ricostruita con preziose decorazioni in cotto ad opera di Donato Gentile all'epoca quartulano protonotaro apostolico e arciprete della collegiata, sotto la guida del vescovo larinate Pietro Paolo Caputo nel 1630. Permangono elementi della precedente costruzione come l'architravatura del portale principale, realizzata in pietra e il fonte battesimale entrambi del XVI secolo.
All'interno della chiesa è conservato il quadro della Madonna di Santa Maria in Silvis risalente al 1534 e realizzato con applicazioni in oro e pietre preziose, una Madonna col Bambino firmata e datata (ma con firma illeggibile) da Francesco da Tolentino, collocabile comunque alla metà degli anni trenta del Cinquecento, oltre ad un'Annunciazione del XVIII secolo.

#### Chiesa parrocchiale di San Mercurio

San Mercurio Martire

Originario patrono della comunità, la cui venerazione si pensa possa risalire all'epoca in cui il territorio faceva parte della Langobardia Minor, i domini del Ducato longobardo beneventano, dove i santi guerrieri erano particolarmente considerati. Altra costruzione di rilievo in paese è la chiesa di San Mercurio, ricostruita nel 1630 anch'essa a seguito del violento terremoto che aveva colpito la città tre anni prima nel luglio 1627. Con l'occasione ciò che restava della precedente chiesa fu interamente demolito e il materiale riadattato nella nuova. Degno di nota il cambio di orientamento della facciata che se in origine guardava verso nord, in direzione e sullo stesso livello del primitivo incasato, con la riedificazione, la navata centrale e quindi la facciata furono ruotate verso oriente, rendendo però necessario edificare l'elegante scalinata volta a congiungere il piano di calpestio della chiesa con la nuova quota di terra, posta a circa 7 metri più in basso. Articolata su tre navate con cupola, nella chiesa sono presenti diversi altari gentilizi dedicati a santi differenti con relative reliquie. Sul soffitto della navata centrale campeggia un distico che si tramanda fosse stato composto da Samuele, canonico della collegiata: "Ista Dei domus est / Oh quam metuenda, silete / Homnipotens habitat quæque nefanda procul" (Codesta casa è di Dio, Quanta reverenza le si addice. Silenzio! Ci abita l'Onnipotente. Ogni nefandezza, fuori!)
La chiesa venne consacrata dopo la ricostruzione da monsignor Tria il 18 novembre 1728 e si presenta articolata su tre navate a colonne tuscaniche con cupola e diversi altari dedicati a santi differenti con relative reliquie: quello di san Michele appartenuto alla famiglia Stanziano, quello dei Santi Filippo e Niccolò dei da Bovino, quello dell'Addolorata dei Simonetti, quello di Santa Maria delle Grazie prima della famiglia Stella poi dei Cannavaro di Lucera, quello della Madonna del Carmine della famiglia Carrieri e infine quello di San Gaetano dei Paramente.
Il campanile è posto sul lato sinistro della facciata volta a oriente; la tradizione orale popolare tramanda che sarebbe stato "costruito dai Francesi"; in questo senso non tanto durante il periodo napoleonico, quanto probabilmente con riferimento alla direzione dei lavori.
Prima dell'editto di Saint Cloud nella chiesa si trovavano diverse sepolture ma quando queste vennero rimosse per motivi igienico-sanitari, venne rifatto anche il pavimento sebbene permangano in alcuni angoli dei residui delle mattonelle antiche. Pertinente alla chiesa è un trittico attribuibile a Francesco da Tolentino con la Madonna col Bambino tra i Santi Mercurio e Caterina, databile alla metà degli anni trenta del Cinquecento.
La chiesa è inagibile e chiusa al culto da oltre un decennio, pur essendo stata oggetto di alcuni interventi di recupero che però attendono di essere completati.

#### Chiesa di Sant'Antonio abate
Risalente al XVII secolo, posta sullo slargo omonimo conosciuto un tempo come la Porta da Basso, alla fine della discesa dell'antica "Chiazzæ Ranne" attuale via Bovio prima di incontrare la chiesa di San Mercurio nel cuore dell'antico incasato. La chiesa di Sant'Antonio abate è oggi sconsacrata, destinato a magazzino. L'edificio si presenta a navata unica, interamente realizzato in cotto. Vi si riuniva la Congrega dei Morti, più anticamente Congrega del Purgatorio o di Sant'Antonio Abate, i cui confratelli indossavano sacco bianco e mozzetta nera.

#### Chiesa di Sant'Anna
Caratteristica dell'abitato serrano, la chiesa di Sant'Anna ha una facciata di forma quadrata risalente al 1742 con due ordini di lesene che si presentano più grandi nella parte inferiore e più piccole nella parte superiore. La chiesa venne chiusa nel 1874 e venne riaperta al culto nel 1918, subendo un restauro conservativo nel 1950.

#### Chiesa e convento di Sant'Angelo
La chiesa e il convento di Sant'Angelo vennero fondati come area di culto extramurana nel 1436 dai padri cistercensi e fu ampliata poi dal 1474 sino al XVIII con la costruzione di altri locali di servizio quali un'infermeria, una biblioteca, dei dormitori e un giardino cintato da mura, giunto intatto sino a noi dall'epoca della sua costruzione. La seconda fase di edificazione venne curata dalla famiglia Gonzaga che affidò inoltre la cura del convento ai padri osservanti sino alla soppressione napoleonica del 1811 quando il monastero divenne dapprima una caserma per poi essere venduto nel 1815 a Ruggero Maria che vi aprì un convitto per fanciulle abbandonate affidato alle suore liguorine. Il convitto venne soppresso nel 1862 dal governo del Regno d'Italia e venduto alla famiglia Maurea di Chieuti, per poi passare ai De Nardellis. Presso il convento si trova inoltre la tomba del predicatore Tommaso d'Avalos, vescovo di Lucera, fratello del ben più noto marchese di Vasto.

#### Santuario e convento di Santa Maria delle Grazie
Eretti originariamente nel 1536, il convento e la chiesa di Santa Maria delle Grazie di Serracapriola vennero fondati dal cappuccino padre Paolo da Sestino su disegno del gruppo di frati che si insediò, a spese di Andronica Del Balzo, principessa di Molfetta e signora di Serracapriola. Secondo la regola dell'Ordine, il convento venne edificato in forme povere ma venne successivamente ampliato e arricchito a raggiungere le forme attuali.
La chiesa del convento, intitolata a Santa Maria delle Grazie, venne consacrata dal vescovo Michele Pitirro il 13 giugno 1703, accogliendo successivamente oltre 10 capitoli provinciali dei padri cappuccini tanto il luogo era amato dall'Ordine. L'11 agosto 1808, mentre anche nel meridione italiano giungevano i francesi di Napoleone Bonaparte che minacciavano di sopprimere anche il convento di Serracapriola, i frati capeggiati dal priore locale Michele Cinquepalmi, fecero un dettagliato inventario degli oggetti presenti che venne poi consegnato al superiore, padre Michelantonio da San Giovanni Rotondo. La soppressione non ebbe luogo grazie all'intervento difensivo che i sindaci di Serracapriola e Chieuti presentarono nei confronti delle autorità francesi, descrivendo il bene che i monaci locali avevano sempre apportato alla comunità serrana.
Il convento fu invece chiuso dalle autorità statali del neonato Regno d'Italia nel 1866 e venduto all'asta al signor Giuseppe Fuiano, di Foggia, che a sua volta affittò il complesso a Michele Galasso, di professione orefice a Serracapriola, per la durata di tre anni (21 dicembre 1884 - 22 dicembre 1887). Quest'ultimo subaffittò il complesso a padre Donato da San Marco in Lamis per due anni dal 1885 al 1887. Il 1º ottobre 1886, il Fiuano decise di rivendere il convento ai cappuccini che da allora ne rimasero proprietari.
Questa mistica chiesetta del Padri Cappuccini fu dichiarata Santuario dal Vescovo di Larino Mons. Pietro Santoro, dietro insistente preghiera del popolo di Serracapriola e di Chieuti e di P. Eugenio Caldarazzo, il 2 luglio 1971. Il titolo di santuario fu a gran voce richiesto dal popolo poiché i miracoli verificatisi nella chiesetta furono 3 nel corso dei secoli: il più antico è quello che riguarda la liberazione del popolo serrano dall'invasione turca ad opera del salvifico intervento della Madonna, venerata nel Convento nella rappresentazione di una tavola lignea dell'artista Francesco da Tolentino datata 1534 che troneggia al centro dell'altare centrale, raffigurata con Gesù Bambino che tende le braccia al seno della Vergine ancora in veste, in attesa di essere presto offerto alla bocca del Figlio Divino e in secondo piano, S. Giuseppe falegname che veglia su entrambi. Questo evento, affrescato sulla parete destra dell'altare nel 1943 da Amedeo Trevisonno, raffigura un saraceno con in mano una scimitarra in atto di distruggere il dipinto di Maria SS. delle Grazie, staccato dall'altare e scaraventato a terra, che cade fulminato colpito da una luce abbagliante e punitrice scesa dall'alto che investe il saraceno, il quale rimane colpito a morte riverso a terra. I turchi, spaventati dall'accaduto, dopo aver saccheggiato la città e incendiato il convento, finalmente indietreggiano, lasciando libera la popolazione serrana e risparmiando totalmente dai saccheggi e dalle violenze la vicina Chieuti. I chieutini ancora oggi, il 2 luglio di ogni anno, giorno in cui ricorre la festa di Maria SS. delle Grazie, si recano all'alba in un pellegrinaggio a piedi al Convento di Serracapriola per ringraziare devotamente la Vergine per la grazia ottenuta secoli or sono.
Sono del Trevisonno anche gli altri affreschi parietali con scene squisitamente francescane. A partire dalla sinistra del visitatore che varca la soglia: la Natività e la Sacra Famiglia a seguire San Francesco che ammansisce il lupo a Gubbio, l'Annunciazione dell'Arcangelo Gabriele a Maria nella casa di Nazaret accanto all'altare. Al centro, sopra all'altare maggiore, opera dello scultore Gennaro Limatola di Forìa, troneggia la tavola della Madonna incastonata nell'affresco raffigurante l'Arcangelo Michele e San Francesco che salvano le anime dal purgatorio aiutandole a salire in Paradiso. A destra, l'affresco del miracoloso intervento della Vergine Maria contro la conquista dei saraceni, segue la predica di Sant'Antonio ai pesci, a Rimini. Chiude la serie l'affresco sulla volta raffigurante le Stimmate di San Francesco sul monte de La Verna.
Fino a poco tempo fa non era conosciuta la storia del quadro miracoloso della Vergine, commissionato da Don Vincenzo Gabriele, all'illustre pittore Francesco Da Tolentino nel 1534, che dopo aver dipinto due quadri della Madonna per le due chiese principali, ne dipinse un terzo. In quel tempo i Padri Cappuccini edificavano il loro convento e Don Vincenzo decise di prestare loro il quadro di Maria SS. delle Grazie con l'impegno di restituirlo non appena ne avessero fatto dipingere uno per la loro chiesa. Don Vincenzo morì nel frattempo e suo fratello pensò di richiedere il quadro ai Cappuccini ma, ammalatosi, morì improvvisamente. Allora suo figlio fece la stessa richiesta ma anche lui si ammalò e morì. Le sue due sorelle, considerando i luttuosi fatti e intimorite dall'accaduto, decisero di donare definitivamente il quadro ai Frati Cappuccini. Fu così che il quadro miracoloso non lasciò mai più il Convento dove è tuttora custodito e venerato.
Il 2 luglio 1971 il Vescovo incoronò la Madonna e il Bambino Gesù. Lo stesso P. Eugenio lavorò molto affinché la chiesa divenisse parrocchia e ciò avvenne con decreto diocesano del Vescovo Criscito il 1º novembre del 1972. Lo stesso P. Eugenio divenne il primo parroco. Padre Cipriano De Meo, subentrato al P. Eugenio come parroco nel 1973, ripropose alla devozione dei fedeli la figura del Padre Matteo D'Agnone, profondo teologo, potente esorcista, assertore della regalità di Cristo e dell'Assunzione di Maria in cielo, molto prima della proclamazione del dogma cattolico proclamato da papa Pio XII il 1º novembre 1950, anno santo, attraverso la costituzione apostolica Munificentissimus Deus.

## Società

### Evoluzione demografica
Abitanti censiti

## Amministrazione
Di seguito è presentata una tabella relativa alle amministrazioni che si sono succedute in questo comune.
| Periodo           | Periodo           | Primo cittadino            | Partito                                 | Carica                  | Note  |
| ----------------- | ----------------- | -------------------------- | --------------------------------------- | ----------------------- | ----- |
| 11 luglio 1988    | 7 giugno 1993     | Antonio Cordisco           | Democrazia Cristiana                    | Sindaco                 | [ 8 ] |
| 19 giugno 1993    | 28 aprile 1997    | Filippo Mascolo            | lista civica                            | Sindaco                 | [ 8 ] |
| 28 aprile 1997    | 14 maggio 2001    | Michele Giuseppe Caccavone | L'Ulivo                                 | Sindaco                 | [ 8 ] |
| 14 maggio 2001    | 30 maggio 2006    | Michele Giuseppe Caccavone | centro-sinistra                         | Sindaco                 | [ 8 ] |
| 30 maggio 2006    | 17 maggio 2011    | Marco Camporeale           | Casa delle Libertà                      | Sindaco                 | [ 8 ] |
| 17 maggio 2011    | 4 giugno 2016     | Marco Camporeale           | lista civica: insieme per serracapriola | Sindaco                 | [ 8 ] |
| 5 giugno 2016     | 29 febbraio 2020  | Giuseppe d'Onofrio         | lista civica: Insieme per Serracapriola | Sindaco                 | [ 8 ] |
| 29 febbraio 2020  | 20 settembre 2020 | Carmela Palumbo            |                                         | Commissario prefettizio | [ 8 ] |
| 20 settembre 2020 | in carica         | Giuseppe d'Onofrio         | lista civica: Uniti per Serracapriola   | Sindaco                 | [ 8 ] |

### Gemellaggi
- Agnone
- Toro